# Economía de Egipto
Ocupando el noreste de África, Egipto es seccionado por el fértil valle del río Nilo. Su economía era muy centralizada durante el periodo del presidente Gamal Abdel Nasser, pero se abrió durante los gobiernos de los presidentes Anwar Sadat y Hosni Mubarak.
El gobierno implantó agresivas reformas para atraer la inversión extranjera y estimular el crecimiento, que fue superior al 7 % al año el 2007 y el 2008. Sin embargo, el 2009 el crecimiento cayó al 4,7 %, como resultado de la crisis financiera global, que afectó los sectores volcados a la exportación, especialmente las manufacturas y el turismo. Hoy, la economía de Egipto es la segunda de África, según datos del Banco Africano de Desarrollo.

## Historia egipcia

### Antigüedad
La producción agrícola no solo se basaba en la fertilización debida al limo de las crecidas anuales del Nilo, sino también de una exportación importante que era el papiro, planta parecida a los juncos que crecía en las numerosas marismas del delta y que se usaba para fabricar material para escribir. Las minas egipcias de las montañas situadas a lo largo del mar Rojo (así como en la península del Sinaí) producían oro y cobre, y con este último metal se hacían artículos de bronce que también se exportaban. Debido a la escasez de bosques, Egipto se veía obligado a importar madera de Fenicia, sobre todo cedros de las ciudades portuarias, como Tiro, donde se valoraba mucho el lino egipcio de colores variados. Muchos templos y monumentos egipcios se construyeron  Tebas con arenisca. Las casas corrientes, e incluso los palacios, se construían de adobe (el material que se usaba para la construcción de los edificios). Los obeliscos, muchas estatuas, sarcófagos y el revestimiento de algunas  pirámides se esculpieron en rocas de gran dureza, como el granito procedente de las canteras de Asuán.

### El modelo delsocialismo Egipto
Desde mediados del siglo XIX hasta la independencia en el primer tercio del siglo XX, Egipto tuvo una economía típicamente colonial de integración y explotación por parte de Gran Bretaña. Es en este periodo cuando el país se integra en la economía occidental a través del desarrollo agrícola. Tras la Segunda Guerra Mundial se produce el proceso de industrialización encabezado por la nueva clase dirigente egipcia, terratenientes que deseaban invertir en su país e inversores británicos. Al acentuarse el proceso, las diferencias sociales se fueron agrandando y los movimientos nacionalistas, encabezados por el Movimiento de los Oficiales Libres -Gamal Abdel Nasser en particular- pusieron fin a la monarquía en 1952.

### Inicio de la liberalización económica
A la muerte de Nasser, Anwar el-Sadat, tras el fracaso de la guerra del Yom Kippur, se fijó como objetivo inmediato occidentalizar la economía e iniciar un proceso de liberalización. Esta iniciativa fue tímida, debido a que los egipcios estaban acostumbrados a obtener los productos básicos a precios asequibles y el proceso liberalizador generaba alzas excesivas de precios. En 1977 las protestas se generalizaron con ocasión de la subida espectacular del precio del trigo.
Anwar el-Sadat lanza la política de Infitah (apertura) que tiene como objetivo, al reducir el papel del Estado, atraer la inversión extranjera y promover las relaciones con los Estados Unidos. Una clase de nuevos ricos se está desarrollando rápidamente. En 1975, había más de 500 millonarios en Egipto, pero más del 40% de la población vivía por debajo del umbral de la pobreza y alrededor de la capital se estaban desarrollando barrios marginales. Además, el país acumuló una deuda monumental durante los años de Infitah. Para reestructurarlo, el FMI pidió la abolición de todas las subvenciones a los productos básicos, lo que condujo a disturbios en enero de 1977. El gobierno involucra al ejército, generando un número desconocido de víctimas.
La reorientación de la economía llevó a Sadat a buscar el apoyo de las élites rurales tradicionales, cuya influencia había disminuido bajo el nasserismo. Los agricultores son expulsados de las tierras en disputa. En las ciudades, para frustrar a las organizaciones nasserianas y marxistas, Sadat liberó a miles de prisioneros islamistas y les concedió libertades políticas. En 1972, las autoridades hicieron transportar a militantes islamistas en vehículos estatales para recuperar violentamente el control de las universidades y arrestaron a líderes estudiantiles de izquierda.
Hosni Mubarak prosigue la política de liberalización económica, en particular mediante la reducción de las subvenciones agrícolas y de consumo y la liberalización de los precios. En 1992, se le cancelaron las disposiciones que rigen el arrendamiento de tierras. Conocida como la "ley para expulsar a los campesinos de sus tierras", esta ley, combinada con otras medidas para separar al Estado de la economía, aumenta el descontento de las poblaciones rurales pobres, especialmente en el Alto Egipto.

## Comercio exterior
En 2020, el país fue el 63.º exportador más grande del mundo (US $ 30.6 mil millones, 0.2% del total mundial). En la suma de bienes y servicios exportados, alcanza los 53.500 millones de dólares, ubicándose en el puesto 53 del mundo.  En términos de importaciones, en 2019 fue el 41.º mayor importador del mundo: 78.600 millones de dólares.

## Sector primario

### Agricultura

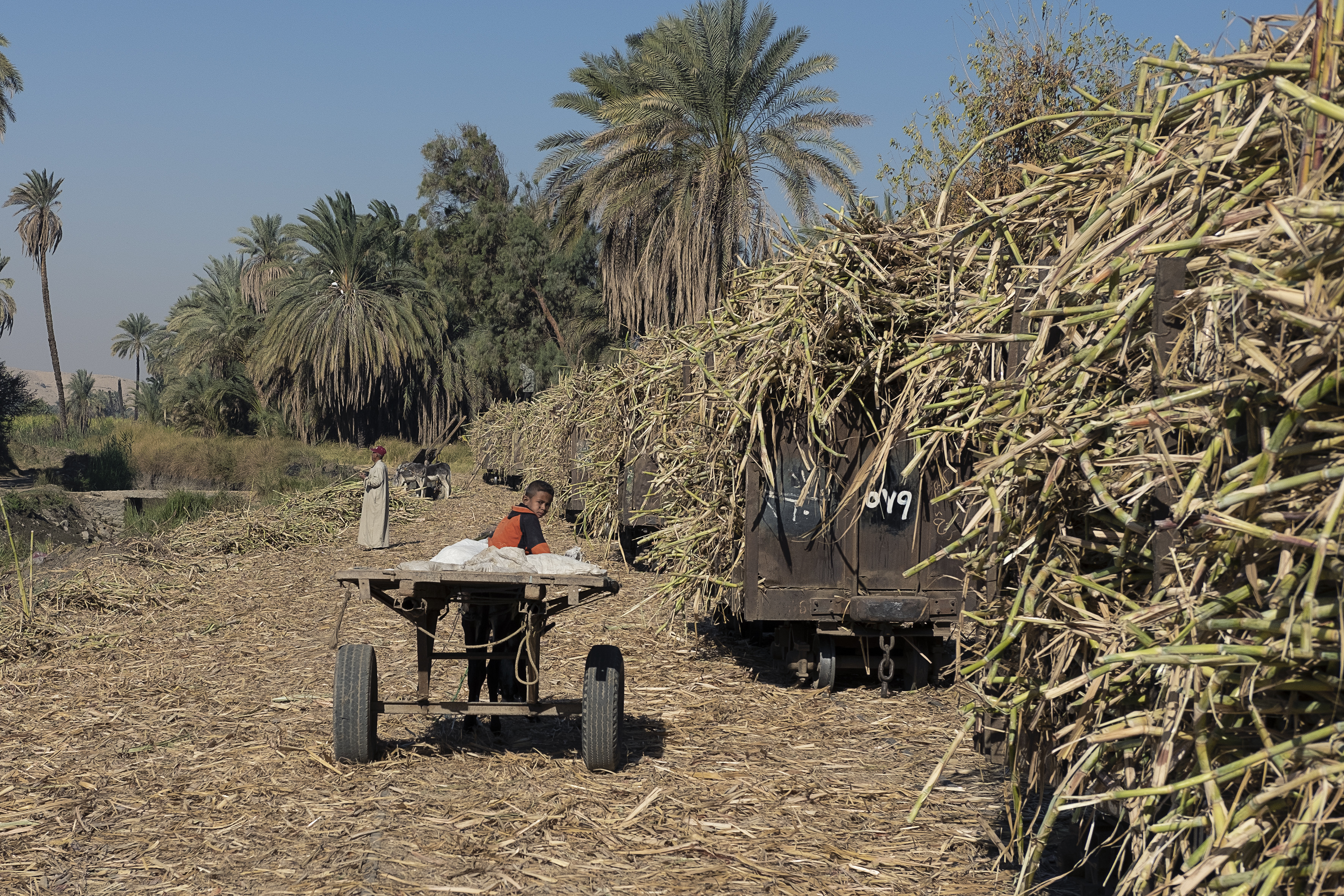
Caña de azúcar en Egipto.

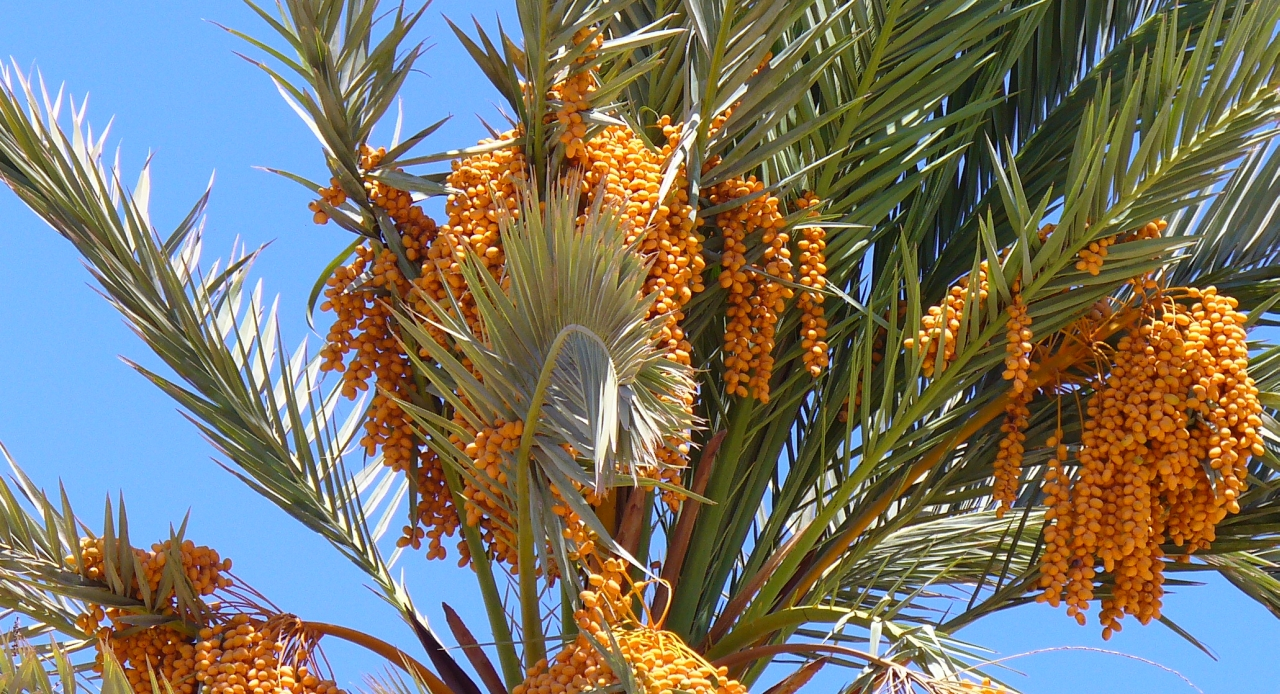
Dátil en Egipto.

Egipto es uno de los 20 mayores productores del mundo de diversos productos agrícolas. En 2019, produjo:
- 16,0 millones de toneladas de caña de azúcar (el 15.º productor mundial);
- 10,5 millones de toneladas de remolacha azucarera, que sirve para producir azúcar y etanol (octavo productor mundial);
- 9,0 millones de toneladas de trigo (18.º productor mundial);
- 7,4 millones de toneladas de maíz (18.º productor mundial);
- 6,7 millones de toneladas de tomate (quinto productor mundial);
- 6,6 millones de toneladas de arroz (el 15.º productor mundial);
- 5 millones de toneladas de patata (16.º productor mundial);
- 3,1 millones de toneladas de naranja (séptimo productor mundial);
- 3 millones de toneladas de cebolla (cuarto productor mundial);
- 1,6 millones de toneladas de uva (duodécimo productor mundial);
- 1,6 millones de toneladas de dátil (mayor productor del mundo);
- 1,5 millones de toneladas de sandía (noveno productor mundial);
- 1,4 millones de toneladas de  mango (incluido mangostán y guayaba) (décimo productor mundial);
- 1,3 millones de toneladas de plátano;
- 1,1 millones de toneladas de mandarina (quinto productor mundial);
- 1,1 millones de toneladas de berenjena (tercer productor mundial);
- 1 millón de toneladas de aceituna (octavo productor mundial);
- 792 mil toneladas de sorgo;
- 764 mil toneladas de pimienta;
- 742 mil toneladas de melón (sexto productor mundial);
- 726 mil toneladas de manzana (19.º productor mundial);
- 460 mil toneladas de fresa (quinto productor mundial);
- 358 mil toneladas de melocotón (octavo productor mundial);
- 337 mil toneladas de limón;
- 296 mil toneladas de alcachofa (segundo productor mundial);
- 225 mil toneladas de higo (segundo productor mundial);

Además de otras producciones de otros productos agrícolas.

### Ganadería

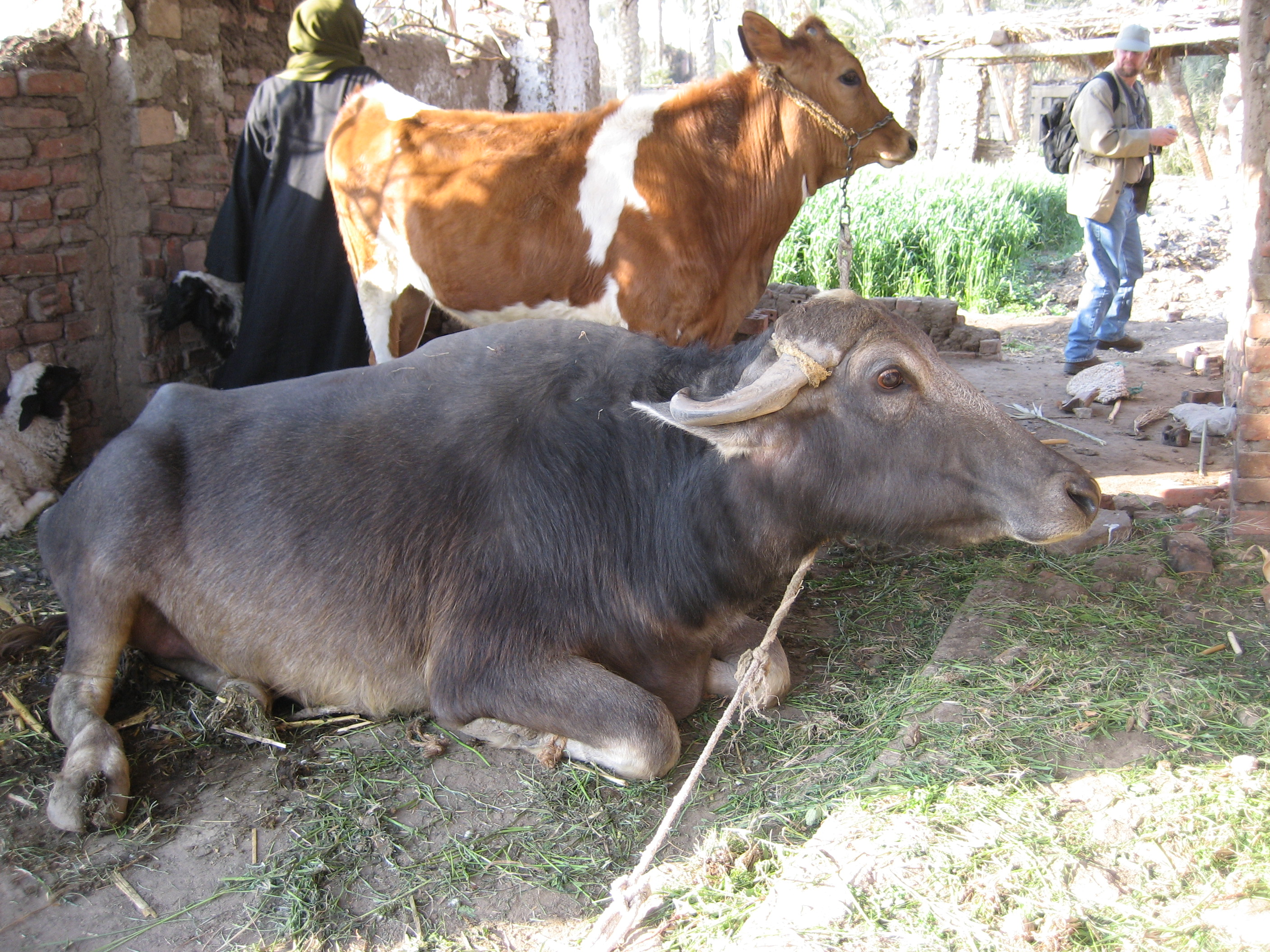
Búfalo de agua y vaca en Egipto.

En la producción ganadera, en 2019, Egipto produjo: 1.3 millones de toneladas de carne de pollo, 381 mil toneladas de carne de res, 365 mil toneladas de carne de búfalo, 64 mil toneladas de carne de  pato, 58 mil toneladas de carne de cordero, 44 mil toneladas de carne de conejo, 26 mil toneladas de carne de cabra, 18 mil toneladas de carne de pavo, 2.4 mil millones de litros de leche de vaca, 2.1 mil millones de litros de leche de búfala, 92 millones de litros de leche de oveja entre otros.

## Sector secundario

### Industria

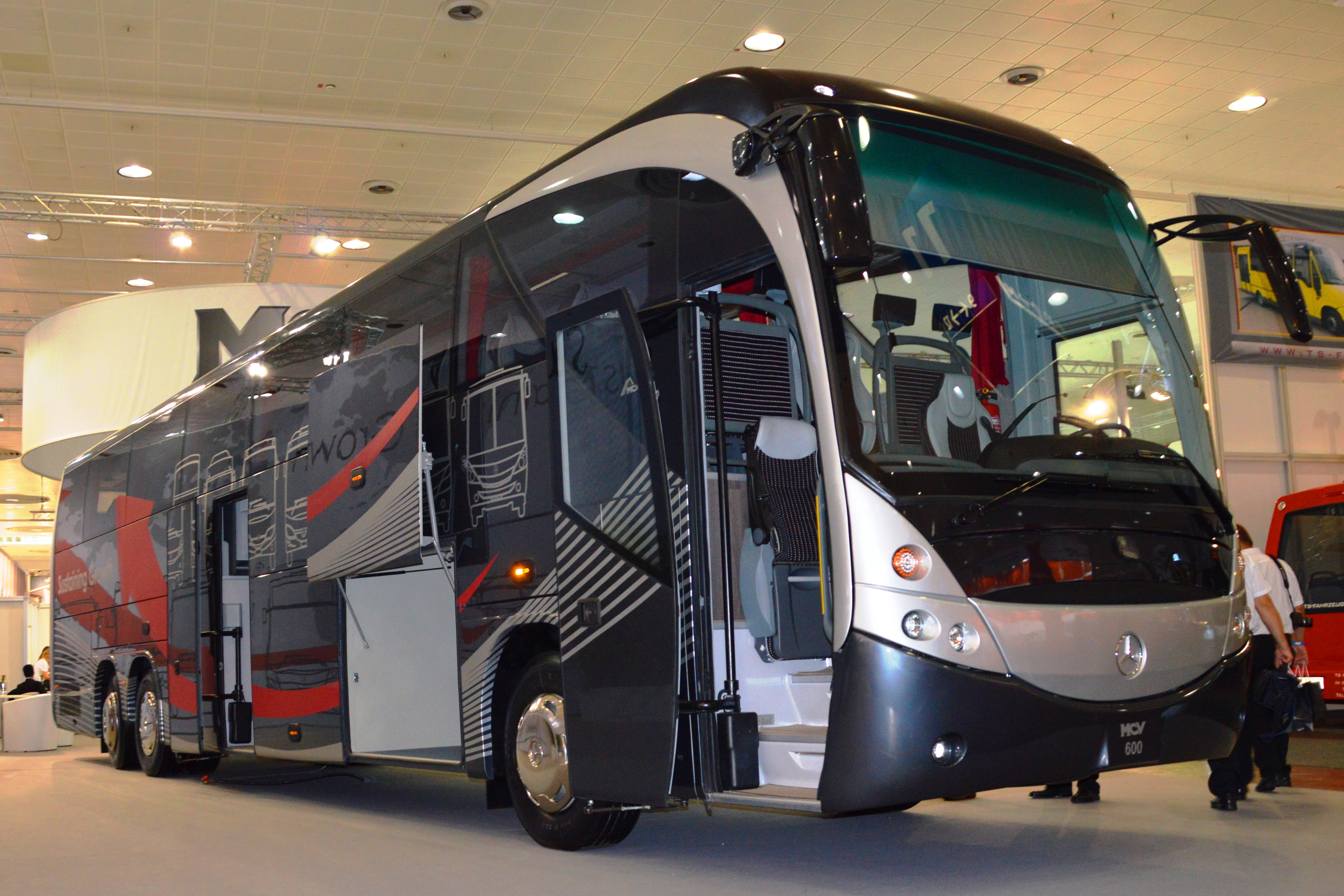
Un moderno autocar de confort MCV 600 de 3 ejes ensamblado en Egipto.

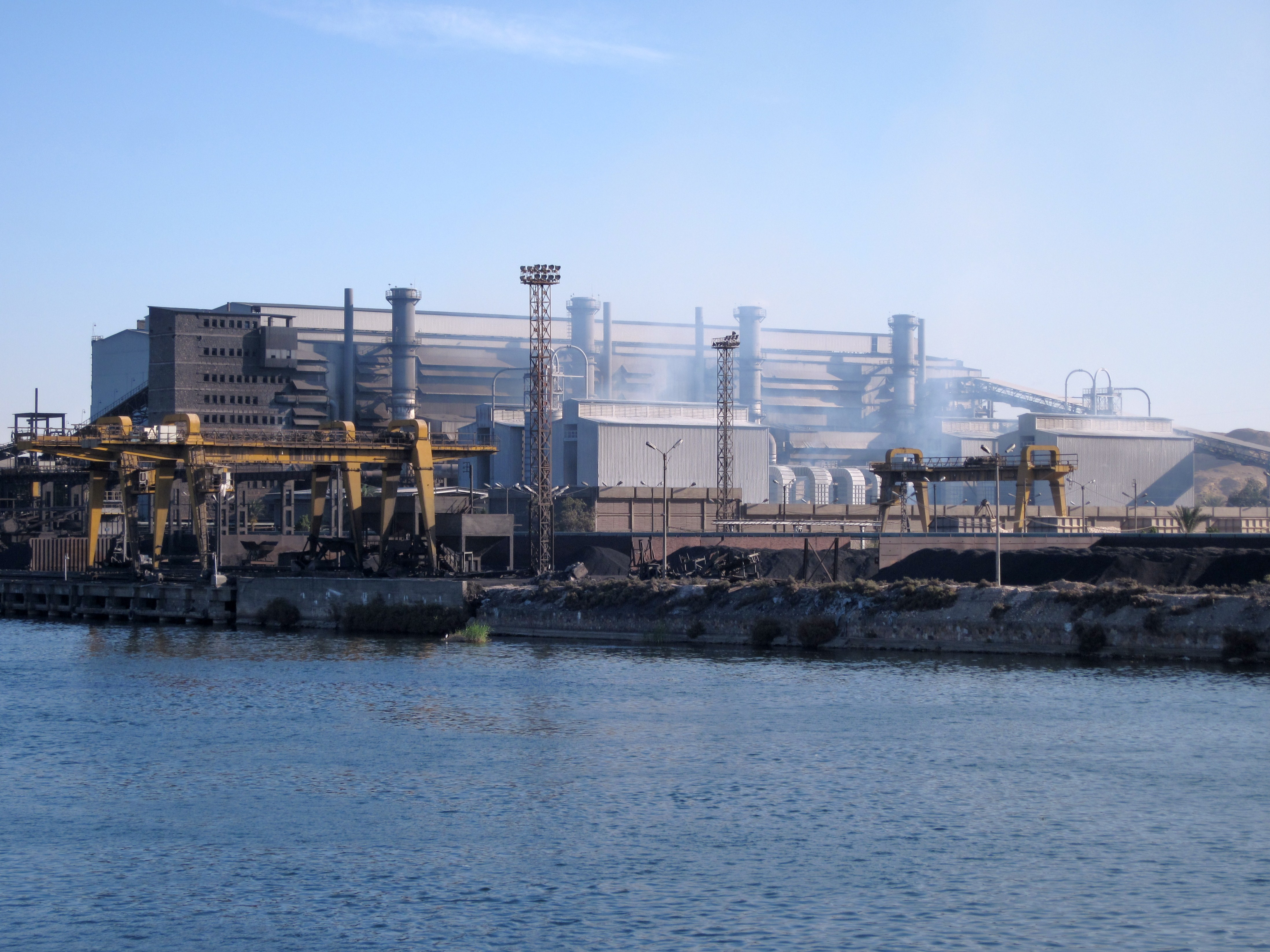
Un complejo industrial cerca de Edfu.

#### Características generales
Egipto es un país con una base industrial débil. El Banco Mundial enumera los principales países productores cada año, según el valor total de la producción. Según la lista de 2019, Egipto tenía la 36.ª industria más valiosa del mundo (48.200 millones de dólares), mientras que es el 15.º país más poblado.
En 2019, Egipto fue el 44.º productor mundial de  vehículos en el mundo (18.500) y el 22.º productor mundial de acero (7,3 millones de toneladas). El país fue el décimo productor mundial de aceite de oliva en 2018.

#### Bases de la política industrial
Existen planes para promover la industria automovilística dedicada a la exportación (el mercado interior es pequeño debido a los bajos salarios) pero tiene que competir con Marruecos, que ha realizado grandes inversiones en infraestructura en los últimos años para promover este sector.

### Energía
En energías no renovables, en 2020, el país fue el 24.º productor mundial de petróleo, 586.700 barriles / día. En 2019, el país consumió 743 mil barriles / día (26 ° consumidor más grande del mundo). El país fue el 49.º mayor importador de petróleo del mundo en 2013 (80 mil barriles / día). En 2017, Egipto fue el 55.º productor mundial de gas natural, 3600 millones de m³ al año. En 2019 fue el 28.º exportador de gas más grande del mundo (3,5 mil millones de m³ por año) El país no produce carbón.
En energías renovables, en 2020, Egipto fue el 35.º productor de energía eólica del mundo, con 1,3 GW de potencia instalada, y el 31.er productor de energía solar del mundo, con 1, 6 GW de potencia instalada.

### Minería
En 2019, el país fue el séptimo productor mundial de fosfato.

## Sector terciario

### Actividades especialmente importantes
El turismo supone el 4 % del PIB y emplea al 10 % de los trabajadores. En 2018, Egipto fue el 34.º país más visitado del mundo, con 11,3 millones de turistas internacionales. Los ingresos por turismo este año fueron de $ 11,6 mil millones.

## Mercado de trabajo

### Caracterización básica
El salario medio diario es de 200 libras (unos 11.1 euros o 208 pesos mexicanos).